# جمهورية القرم
جمهورية القرم (بالروسية: Республика Крым؛ بالأوكرانية: Республіка Крим؛ لغة تتار القرم: Qırım Cumhuriyeti) هي جمهورية ضمن الاتحاد الروسي تقع في روسيا الاتحادية. انضمت جمهورية القرم رسمياً إلى روسيا في 21 مارس 2014 بعد استفتاء القرم 2014 الذي أقيم في 16 مارس 2014 بعدما كانت القرم تنتمي لأوكرانيا تحت اسم جمهورية الحكم الذاتي في القرم. عاصمة جمهورية القرم هي سيمفروبول. تشهد المنطقة منذ أوائل 2014م أزمة سياسية بعدما قامت القوات المسلحة الروسية ببسط سيطرتها على شبه الجزيرة، وأجرت استفتاءاً من بعده ضمت شبه الجزيرة إلى قوام روسيا الاتحادية والذي اعتبرته أوكرانيا ومعها المجتمع الدولي احتلالاً وتعدٍّ على سيادة أوكرانيا ووحدة أراضيها.
لا تزال هذه الجمهورية محدودة الاعتراف دولياً.

## التاريخ

### الخلفية
تعود أصول المطالبة التاريخية الروسية بشبه جزيرة القرم، والتي بلغت ذروتها في ضم الإقليم عام 2014، إلى القرن الثامن عشر، عندما ضمّت الإمبراطورية الروسية، تحت حكم الإمبراطورة كاثرين الثانية، شبه جزيرة القرم لأول مرة في أبريل عام 1783. وعلى الرغم من الاعتراف الظاهر من قِبَل الإمبراطورية العثمانية في ديسمبر من ذلك العام، إلا أن الضمّ قد أدى إلى توترات ساهمت في نهاية المطاف في اندلاع الحرب الروسية التركية في عامي 1787-1792، والتي حاولت فيها الإمبراطورية العثمانية عكس مسارها لكن دون جدوى: معاهدة جاسي لعام 1792 التي أنهت الحرب رسميًا، أعادت التأكيد على فكرة الضمّ عام 1783 مرة أخرى. منذ عام 1802، شكلت شبه جزيرة القرم جزءًا جنوبيًا من محافظة توريدا في الإمبراطورية الروسية حتى انهيارها عام 1917. أثناء الحرب الأهلية الروسية (1917-1921)، غيّرت شبه جزيرة القرم حكمها عدة مرات إذ كانت، من بين أمور أخرى، آخر إقليم حكمته حكومة روسيا البيضاء في الجزء الأوروبي من روسيا عام 1920، وأصبحت أخيرًا جمهورية تتمتع بالحكم الذاتي داخل الجمهورية الاشتراكية الاتحادية السوفيتية الروسية (آر إس إف إس آر) عام 1921.
أثناء الحرب العالمية الثانية في عام 1944، قامت السلطات السوفيتية المركزية بترحيل تتار القرم بسبب التعاون المزعوم مع نظام الاحتلال النازي؛ في عام 1945، جُردت المنطقة من مركزها الذاتي.
في عام 1954، نقلت رئاسة مجلس السوفيت الأعلى المنطقة من جمهورية روسيا الاتحادية الاشتراكية السوفيتية إلى جمهورية أوكرانيا الاشتراكية السوفيتية، وهي جمهورية تأسيسية أخرى تابعة للاتحاد السوفيتي، ثم دولة مركزية مستقلة إذ كانت الحدود بين الجمهوريات التأسيسية مسألة إدارية، على الرغم من أن أوكرانيا كانت عضوًا مستقلًا في الأمم المتحدة. سُمِحَ لتتار القرم بالعودة إلى القرم في منتصف الثمانينات تحت رعاية برنامج بيريسترويكا.
مع انهيار الاتحاد السوفيتي، أصبحت شبه جزيرة القرم جزءًا من أوكرانيا المستقلة حديثًا، الأمر الذي أدى إلى توترات بين روسيا وأوكرانيا. بدأ تتار القرم العودة من المنفى وإعادة التوطين في القرم. استعادت أوكرانيا مركز الحكم الذاتي لشبه جزيرة القرم في عام 1991. أعيد تأكيد مركز شبه جزيرة القرم الذاتي في عام 1996 مع التصديق على الدستور الحالي لأوكرانيا، الذي اعتبر القرم «جمهورية القرم المستقلة ذاتيًا»، لكن أيضًا «جزء لا يتجزأ من أوكرانيا».

### ضمّ شبه جزيرة القرم عام 2014
في فبراير عام 2014، في أعقاب الثورة الأوكرانية عام 2014 التي أطاحت بالرئيس الأوكراني فيكتور يانوكوفيتش، قررت القيادة الروسية «البدء في العمل على إعادة شبه جزيرة القرم إلى روسيا» (أو على سبيل المثال تصور ضمّ شبه الجزيرة) وبعد التدخل العسكري الروسي في شبه جزيرة القرم من قِبَل الرجال الخضر الصغار وانفصاليين موالين لروسيا، أصبحت الأراضي في غضون أسابيع تحت السيطرة الفعلية الروسية.
بهدف تيسير الضم سياسيًا، أعلن برلمان القرم المدعوم من روسيا ومجلس مدينة سيفاستوبول في 6 مارس، في انتهاك للدستور الأوكراني، استفتاء بشأن مسألة الانضمام إلى روسيا، الذي كان من المقرر إجراؤه في 16 مارس. سمح التصويت المقبل للمواطنين بالتصويت على ما إذا كان يتعين على القرم أن تتقدم بطلب للانضمام إلى روسيا ككيان روسي اتحادي أو استعادة دستور القرم لعام 1992 ووضع القرم كجزء من أوكرانيا. لم تشمل الخيارات المتاحة إبقاء الوضع الراهن لشبه جزيرة القرم وسيفاستوبول كما كان عليه الحال وقت إجراء الاستفتاء.
في 11 مارس عام 2014، أصدر برلمان القرم ومجلس مدينة سيفاستوبول معًا رسالة نوايا لإعلان الاستقلال من جانب واحد عن أوكرانيا في حالة التصويت «بالموافقة» في الاستفتاء المقبل، نقلًا عن«سابقة كوسوفو» في الجزر الأول. تم التخطيط للعملية المتوخاة بحيث تسمح لروسيا بالادعاء بانها «لم تضمّ شبه جزيرة القرم من أوكرانيا، بل أن جمهورية القرم قد مارست سلطاتها السيادية في السعي إلى الاندماج مع روسيا».
في 16 مارس عام 2014، ووفقًا لمنظمي استفتاء وضع القرم، صوتت أغلبية كبيرة (بلغت 96.77% من سكان القرم الذين صوتوا بنسبة 81.36%) لصالح استقلال القرم عن أوكرانيا والانضمام إلى روسيا ككيان روسي اتحادي. لم يعترف معظم المجتمع الدولي بالاستفتاء وطعن العديد من المراقبين المستقلين في النتائج المبلغ عنها. ذكرت هيئة الإذاعة البريطانية (بي بي سي) أن معظم تتار القرم الذين قابلوهم كانوا يقاطعون التصويت. انتقدت التقارير الواردة من الأمم المتحدة الظروف المحيطة بالاستفتاء ولا سيما وجود قوات شبه عسكرية وميليشيات ومجموعات الرجال الخضر الصغار. أدان الاتحاد الأوروبي وكندا واليابان والولايات المتحدة التصويت باعتباره غير قانوني.
بعد الاستفتاء، صوّت مشرعو القرم رسميًا للانفصال عن أوكرانيا وطلبوا قبولهم في روسيا. لكن مجلس مدينة سيفاستوبول طلب قبول الميناء ككيان اتحادي. في اليوم نفسه، وافقت روسيا رسميًا على مشروع معاهدة ضمّ جمهورية القرم المعلنة ذاتيًا، وفي 18 مارس عام 2014، أُبرمت رسميًا عملية الضم السياسية مع توقيع جمهورية القرم المستقلة المعلنة ذاتيًا على معاهدة الانضمام إلى الاتحاد الروسي. تم منح الانضمام ولكن بشكل منفصل لكل منطقة من المناطق السابقة التي شكلتها: انضمام واحد لجمهورية القرم ذاتية الحكم باعتبارها جمهورية القرم - وهو نفس اسم الجمهورية المستقلة التي أعلنت نفسها لفترة قصيرة - وانضمام آخر لسيفاستوبول ككيان اتحادي. ومن المقرر أن تستمر فترة انتقالية بعد الضمّ، تقوم خلالها السلطات الروسية بحلّ مسائل إدماج المواضيع الجديدة «في النظام الاقتصادي والمالي والائتماني والقانوني للاتحاد الروسي» حتى 1 يناير من عام 2015.
لم يُعترف بتغيير مركز شبه جزيرة القرم إلا على الصعيد الدولي من قِبَل عدد قليل من الدول التي يعتبر معظمها العمل غير قانوني. رفضت أوكرانيا قبول الضمّ، ومع ذلك بدأ الجيش الأوكراني الانسحاب من شبه جزيرة القرم في 19 مارس، وبحلول 26 مارس، كانت روسيا قد حصلت على السيطرة العسكرية الكاملة على شبه جزيرة القرم، لذلك اعتُبر الضمّ في الأساس كاملًا.

## مقالات ذات صلة
- جمهورية الحكم الذاتي في القرم
- القرم (شبه جزيرة)
- أزمة القرم 2014
- استفتاء القرم 2014
- جمهورية دونيتسك الشعبية
- جمهورية لوغانسك الشعبية
- قرار الجمعية العامة للأمم المتحدة 60/262